# FK Bromma
FK Bromma är en fotbollsklubb i västra Stockholm. Grundarna var ett gäng grabbar som arbetade på Posten som då hade ett kontor vid Brommaplan. De startar en förening och på den vägen är det. Den nybildade klubben fick en grusplan anvisad som sin hemmaplan Blackeberg södra bollplan som namnet var på den tiden. Klubbhus byggdes av medlemmarna 1982. 1972-10-23 och har omkring 600 medlemmar.  Klubbhuset är beläget vid Blackebergsvägen och fotbollsplanen intill heter Ängby Södra BP, i folkmun kallad "FK-vallen".

## Verksamhet
Klubben har en omfattande barn- och ungdomsverksamhet med lag i alla årsklasser i Sankt Erikscupen.  Det finns även två seniorlag, ett för herrar och ett för damer. För närvarande (2024) spelar herrlaget i div 5 och ett damlag i div 4.. Klubben organiserar även ett veteranlag. 